# Cabo Palliser
O cabo Palliser é um cabo no extremo sul da Ilha Norte da Nova Zelândia. Está mais a sul que a parte mais a norte da Ilha Sul, incluindo as cidades de Nelson e Blenheim. 
Fica na parte oriental da baía de Palliser, a 50 km a sudeste de Wellington (e a 100 km por estrada). 
O cabo Palliser foi assim chamado por James Cook em homenagem ao seu «caro amigo» e antigo oficial superior, almirante da Royal Navy Sir Hugh Palliser.
O cabo dispõe de um farol.